# Degucie (województwo warmińsko-mazurskie)
Degucie (niem. Dagutschen, 1938–1945 Zapfengrund) – osada w Polsce położona w województwie warmińsko-mazurskim, w powiecie gołdapskim, w gminie Dubeninki.
W latach 1975–1998 miejscowość administracyjnie należała do województwa suwalskiego.